# Valentina Semionova
Valentina Semionova (1952) es una deportista soviética que compitió en remo. Ganó tres medallas en el Campeonato Mundial de Remo entre los años 1979 y 1983.

## Palmarés internacional
| Campeonato Mundial | Campeonato Mundial | Campeonato Mundial | Campeonato Mundial |
| Año                | Lugar              | Medalla            | Prueba             |
| ------------------ | ------------------ | ------------------ | ------------------ |
| 1979               | Bled (Yugoslavia)  | Medalla de oro     | Cuatro con timonel |
| 1982               | Lucerna (Suiza)    | Medalla de oro     | Cuatro con timonel |
| 1983               | Duisburgo (RFA)    | Medalla de bronce  | Cuatro con timonel |